# Doljašnica
Doljašnica (em cirílico:Дољашница) é uma vila da Sérvia localizada no município de Veliko Gradište, pertencente ao distrito de Braničevo, na região de Braničevo. A sua população era de 409 habitantes segundo o censo de 2002.

## Demografia
| 1948 | 1953 | 1961 | 1971 | 1981 | 1991 | 2002 |
| ---- | ---- | ---- | ---- | ---- | ---- | ---- |
| 872  | 838  | 822  | 815  | 774  | 768  | 409  |